# 싱글라이더
"싱글라이더"(영어: A single rider)는 2017년에 개봉한 대한민국의 영화이다.

## 시놉시스
증권회사 지점장으로 살아가던 강재훈은 부실채권 사건의 책임을 지게 된다. 하루하루를 약이 아니면 버틸 수 없던 그는 비행기표를 끊고 아내와 아들이 있는 호주로 가게 되는데...

## 캐스팅
- 이병헌 : 강재훈 역
- 공효진 : 이수진 역
- 안소희 : 지나 / 유진아 역[1]
- 잭 캠벨 : 크리스 역
- 양유진 : 강진우 역
- 애니카 화이틀리 : 루시 역
- 케이 에크룬드 : 할머니 역
- 백수장 : 인호 역
- 최준영 : 제이비 역
- 이승하 : 에이미 역
- 리안나 월스맨 : 스텔라 역
- 베네딕트 하디에 : 미스터 하버 역
- 김학선 : 관리소장 역
- 문수종 : 사이클 남자 역
- 김우진 : 영업본부장 역
- 전수환 : 지점장 역
- 권혁수 : 지점장 역
- 정동규 : 지점장 역
- 강신철 : 본사 남 역
- 홍희원 : 보험사 플래너 역
- 황건 : 보험사 매니저 역
- 이영숙 : 보험사 상담사 역
- 김수진 : 미망인 역
- 민지원 : 보험사 여직원 역
- 진남수 : 고객 역
- 공혜진 : 고객 역
- 김태현 : 고객 역
- 박옥출 : 고객 역
- 김지웅 : 고객 역
- 박경주 : 고객 역
- 윤일식 : 고객 역
- 김성태 : 고객 역
- 우범진 : 수리공 역
- 신정윤 : 구조대원 역
- 양지수 : 경찰 역
- 김태엽 : 경찰 역
- 이상원 : 경찰 역
- 이형구 : 인터뷰 남 / 멱살직원 역
- 양혜나 : 어린 진우 역
- 연송하 : 호텔 여 역
- 장요한 : 호주 중국집 주인 역
- 최병구 : 엘리베이터남 역
- 제임스 라이트 : 센트럴역 젊은 남 역
- 존 하딩 : 호주 경찰 역
- 딜런 헤어 : 호주 경찰 역
- 실리아 켈리 : 간호사 역
- 레아 라일리 : 오디션 스태프 여 역
- 키이스 토머스 : 오디션 심사위원 남 역
- 앤드류 도일 : 오디션 심사위원 중년 남 역